# 青海湖乡
青海湖乡，是中华人民共和国青海省海北藏族自治州海晏县下辖的一个乡镇级行政单位。

## 行政区划
青海湖乡下辖以下地区：
达玉五谷牧委会、同宝牧委会、达玉日秀牧委会、达玉德吉牧委会和塔列牧委会。

## 交通
青藏铁路：青海湖站